# Plotosowate
Plotosowate, sumiki koralowe (Plotosidae) – rodzina ryb sumokształtnych (Siluriformes). Poławiane na niewielką skalę jako ryby konsumpcyjne.

## Zasięg występowania
Rejony Oceanu Indyjskiego i zachodniej części Oceanu Spokojnego od Japonii po Australię i Fidżi – zwykle w pobliżu raf koralowych. Spotykane również w wodach słodkich i słonawych.

## Cechy charakterystyczne
Ciało wydłużone, węgorzokształtne. Brak płetwy tłuszczowej. Spiczasto zakończona płetwa ogonowa nachodzi wysoko za nasadę ogona, gdzie łączy się z płetwą grzbietową, a dołem z płetwą odbytową. Kolce na płetwach grzbietowej i piersiowych są połączone z gruczołem jadowym – mogą spowodować bolesne skaleczenia. Zwykle występują 4 pary wąsików służących do wyszukiwania pokarmu w mulistym dnie. Plotosowate osiągają rozmiary od 9 cm (Neosilurus gloveri) do 150 cm (Plotosus canius) długości.

## Klasyfikacja
Rodzaje zaliczane do tej rodziny:
Anodontiglanis – Cnidoglanis – Euristhmus – Neosiluroides – Neosilurus – Oloplotosus – Paraplotosus – Plotosus – Porochilus – Tandanus